# I-Space
I-Space – trzydziesty dziewiąty album studyjny Sizzli, jamajskiego wykonawcy muzyki reggae i dancehall.
Płyta została wydana 26 czerwca 2007 roku przez londyńską wytwórnię Greensleeves Records. Produkcją nagrań zajął się Byron Murray. Trzon grupy akompaniującej Sizzli stanowili muzycy riddim bandu The Fire House Crew.
14 lipca 2007 roku album osiągnął 11. miejsce w cotygodniowym zestawieniu najlepszych albumów reggae magazynu Billboard (ogółem był notowany na liście przez 3 tygodnie).

## Lista utworów
1. "Really & Truly"
2. "Irresistible"
3. "Long Live the King of Kings"
4. "Make Me Yours"
5. "Show Some Love"
6. "Chant Dem Down"
7. "Talk About"
8. "Stop All the Violence"
9. "Only Jah Alone"
10. "Woman in My Life"
11. "Jah Protect My Life"
12. "Rock My World"
13. "Be Careful"
14. "Nothing But Love"
15. "Put the People's Interest First"

## Twórcy

### Muzycy
- Mitchum "Khan" Chin – gitara
- Donald "Bassie" Dennis – gitara basowa
- Herman "Bongo Herman" Davis – perkusja
- Melbourne "George Dusty" Miller – perkusja
- Paul "Wrong Move" Crossdale – instrumenty klawiszowe
- Paul "Computer Paul" Henton – instrumenty klawiszowe
- Noel Davey – instrumenty klawiszowe
- David Madden – trąbka

### Personel
- Byron Murray – inżynier dźwięku
- Lynford "Fatta" Marshall – inżynier dźwięku, miks
- Kevin Metcalfe – mastering
- Tony McDermott – projekt okładki